# Amphiura borealis
Amphiura borealis är en ormstjärneart som först beskrevs av Georg Ossian Sars 1871.  Amphiura borealis ingår i släktet Amphiura och familjen trådormstjärnor. Inga underarter finns listade i Catalogue of Life.